# Самойлов, Владимир Яковлевич
Влади́мир Я́ковлевич Само́йлов (15 марта 1924, Одесса — 8 сентября 1999, Москва) — советский и российский актёр театра и кино. Народный артист СССР (1984). Лауреат Государственной премии РСФСР имени К. С. Станиславского (1972) и двух Государственных премий СССР (1976, 1986).

## Биография

Владимир Яковлевич Самойлов родился 15 марта 1924 года в Одессе, на улице Уютной, 2. Согласно другой версии — в селе Егоровка (ныне в Раздельнянском районе Одесской области), откуда была родом его мать Евдокия. Со временем семья переехала в Одессу. Дом, где родился будущий актёр, сохранился до настоящего времени. Отец служил механиком на судне дальнего плавания.
Окончил школу в 1941 году. Участник Великой Отечественной войны. Ушёл добровольцем на фронт, где получил тяжёлое ранение, после которого всю жизнь хромал.
В 1945—1948 годах учился в Одесском государственном театральном училище. Ещё до его окончания начал играть в театре.
В 1945—1948 годах — актёр Одесского драматического театра Советской Армии Одесского военного округа (ныне — Львовский драматический театр имени Леси Украинки), в 1948—1951 — Одесского русского драматического театра имени А. Иванова, в 1951—1958 — Кемеровского областного театра драмы имени А. В. Луначарского, в 1958—1968 — Горьковского театра драмы имени М. Горького, в 1968—1992 — Московского драматического театра имени В. Маяковского, где работал большую часть жизни.
В 1992—1999 годах работал в Московском драматическом театре имени Н. Гоголя. Сыграл в театре около 250 ролей.
С 1959 года начал сниматься в кино. Сыграл более 100 ролей.
Владимир Яковлевич Самойлов скончался 8 сентября 1999 года (по другим источникам — 9 сентября) в Москве на 76-м году жизни от сердечного приступа, во время репетиции роли короля Лира в одноименной трагедии У. Шекспира.
Похоронен в Москве на Ваганьковском кладбище (участок 24).

## Семья
Жена — Надежда Фёдоровна Самойлова (1923—1999), советская актриса. Выпускница Одесского государственного театрального училища. С 1951 по 1958 год - актриса Кемеровского областного театра драмы имени А. В. Луначарского. В 1958—1968 годах была ведущей актрисой Горьковского театра драмы имени М. Горького. С 1968 по 1992 год — актриса Московского академического театра имени В. Маяковского. Скончалась 17 ноября 1999 года после тяжелой продолжительной болезни. Похоронена в Москве на Ваганьковском кладбище (участок 24) рядом с мужем.
- Сын — Александр Владимирович Самойлов (1952—2020), советский и российский актёр. Заслуженный артист Российской Федерации (1997). Похоронен в Москве на Ваганьковском кладбище (участок 24) рядом с родителями.
  - Внук — Александр Александрович Самойлов (1978—2018), актёр
  - Внучка — Светлана Александровна Самойлова (род. 1982), актриса
  - Внук — Владимир Александрович Самойлов (род. 1993), актёр
  - Внук — Константин Александрович Самойлов (род. 1995), МСМК по акробатическому рок-н-роллу
  - Внук — Аркадий Александрович Самойлов (род. 1998), актёр

## Награды и звания
- Заслуженный артист РСФСР (1957)
- Народный артист РСФСР (1966) — за заслуги в области советского театрального искусства
- Народный артист Азербайджанской ССР (1974)
- Народный артист СССР (1984)
- Государственная премия СССР (1976) — за исполнение роли Павла Емельяновича Батарцева в фильме «Премия» (1974)
- Государственная премия СССР (1986) — за исполнение роли Василия Ивановича Базарова в фильме «Отцы и дети» (1983)
- Государственная премия РСФСР имени К. С. Станиславского (1972) — за исполнение роли Добротина в спектакле «Мария» А. Д. Салынского
- Орден Отечественной войны II степени (6 апреля 1985 года)[7] — за храбрость, стойкость и мужество, проявленные в борьбе с немецко-фашистскими захватчиками, и в ознаменование 40-летия победы советского народа в Великой Отечественной войне 1941—1945 годов
- Медаль «В память 850-летия Москвы»
- ВКФ в Ленинграде (Премия «За лучший комедийный ансамбль» (вместе с З. Фёдоровой, М. Водяным и М. Пуговкиным), фильм «Свадьба в Малиновке», 1968)

## Роли в театре[8]

### Кемеровский областной театр драмы имени А. Луначарского (1951—1958)
- 1951 — «Земля Кузнецкая» по А. Волошину
- 1958 — «Сын рыбака» по В. Лацису — Оскар
- «Грозовой год» А. Каплера — В. И. Ленин
- «Кремлёвские куранты» Н. Погодина — В. И. Ленин

### Горьковский театр драмы имени М. Горького(1958—1968)
- 1959 — «Братья Ершовы» Вс. Кочетова
- 1959 — «Юпитер смеётся» А. Кронина (1959) — доктор Вернер
- 1964 — «Ричард III» У. Шекспира — Ричард III
- 1965 — «Дачники» М. Горького
- 1967 — «Вьюга» — Ленин
- 1967 — «На дне» М. Горького — Сатин
- «Четвёртый» К. Симонова — Он
- «Лиса и виноград» — Эзоп

### Московский драматический театр имени В. Маяковского (1968—1992)
- 1969 — «Таланты и поклонники» А. Островского — Великатов
- 1969 — «Конец книги VI» Е. Брошкевича — Коперник
- 1970 — «Мария» А. Салынского — Добротин
- 1971 — «Три минуты Мартина Гроу» Г. Боровика — Мартин Гроу
- 1974 — «Неопубликованный репортаж» Р. Ибрагимбекова — Журавлёв
- 1974 — «Родственники» Э. Рязанова и Э. Брагинского
- 1975 — «Проводы» И. Дворецкого — Горчаков
- 1975 — «Беседы с Сократом» Э. Радзинского — Анит
- 1975 — «Старомодная комедия» А. Арбузова — Он
- 1976 — «Считанные дни» Г. Немченко — Георгий Миронович Банников, секретарь парткома
- 1978 — «Бег» М. Булгакова — Корзухин
- 1979 — «Праздник души» И. Друцэ — Тудор Мокану
- 1981 — «Игра в джин» Д. Кобурна — Веллер
- 1981 — «Жизнь Клима Самгина» М. Горького
- 1981 — «Родственники» Э.Рязанова — Фёдор Сергеевич Буров
- 1982 — «Смотрите, кто пришёл» В. Арро — Табунов
- 1984 — «Закон зимовки» Б. Горбатова — Фёдор Харитонов
- 1986 — «Летят перелётные птицы» А. Галина — Ермолаев

### Московский драматический театр имени Н. Гоголя (1992—1999)
- 1995 — «Долгий день уходит в ночь» Ю. О’Нила — Тайрон
- 1995 — «Вернись, малышка Шеба» У. Инджа
- 1997 — «Иванов» А. Чехова — граф Шабельский

## Фильмография
1. 1947 — Миклухо-Маклай — эпизод
2. 1959 — Неоплаченный долг — Жгутов, председатель колхоза
3. 1960 — И снова утро — профессор Алексей Михайлович Северцев
4. 1960 — Ребята с Канонерского — Николай Трофимович, отец Вали
5. 1960 — Человек с будущим — профессор Преображенский
6. 1961 — Самые первые — Борис Михайлович
7. 1963 — Секретарь обкома — Денисов, секретарь обкома
8. 1964 — Верьте мне, люди — Анохин Алексей Николаевич, полковник
9. 1965 — Как вас теперь называть? — Майков, двойной агент
10. 1965 — Три времени года — Карелин
11. 1965 — На завтрашней улице — Платонов
12. 1965 — Двадцать шесть бакинских комиссаров — С. Г. Шаумян
13. 1966 — Дикий мёд — Лажечников, полковник
14. 1967 — Свадьба в Малиновке — Назар Дума
15. 1968 — Крах — Б. В. Савинков
16. 1968 — Нейтральные воды — комбриг
17. 1968 — Шестое июля — Н. И. Подвойский
18. 1968 — Освобождение — комдив Громов Владимир Николаевич
19. 1970 — Угол падения — Кубанцев
20. 1971 — Старый автобус (короткометражный) — интеллигентный пассажир
21. 1971 — Тени исчезают в полдень — Аркадий Арсентьевич Клычков, фабрикант и золотопромышленник
22. 1971 — Звёзды не гаснут — Нариман Нариманов
23. 1971 — Цена быстрых секунд — Сергей Санин
24. 1972 — Следствие ведут знатоки. Дело № 5 «Динозавр» — Сергей Филиппович Михеев, фальшивомонетчик, «Динозавр»
25. 1972 — Зимородок — Сергей Иванович, учитель
26. 1972 — Меченый атом — Сергей Николаевич Никитин / Гусейнов / Стальгер, заграничный шпион
27. 1973 — Мачеха — Виктор Викентьевич, начальник Павла
28. 1973 — Назначение — Баскалов
29. 1974 — Фронт без флангов — Ермолаев
30. 1974 — Любовь земная — Анисимов
31. 1974 — Соколово — генерал-лейтенант
32. 1974 — Хлеб пахнет порохом — Данила Иващенко
33. 1974 — Премия — Павел Емельянович Батарцев
34. 1975 — Алмазы для Марии — Фома
35. 1976 — Сибирь — Епифан Криворуков
36. 1976 — Сын председателя — Яков Русак
37. 1976 — Судьба барабанщика — «Дядя» Вася, заграничный шпион
38. 1976 — Дни Турбиных — гетман Скоропадский
39. 1976 — Эти непослушные сыновья — Никита Степанович Гладков
40. 1976 — Солдаты свободы — генерал-полковник С. С. Бирюзов
41. 1977 — Судьба — Анисимов
42. 1977 — Запасной аэродром — Иван Капитонович, начальник аэродрома
43. 1977 — Фронт за линией фронта — генерал Ермолаев
44. 1978 — Обочина — Волович
45. 1978 — Любовь моя, печаль моя — Лекарь
46. 1978 — Право первой подписи — Овчинников
47. 1978 — Сибириада — Афанасий Устюжанин
48. 1978 — След на земле — Зуев
49. 1979 — По следу властелина — Когтев
50. 1979 — С любовью пополам — Григорий Михайлович
51. 1979 — Выстрел в спину — Константин Константинович Турилин, полковник милиции
52. 1980 — Особо важное задание — Шадуров
53. 1980 — Белый снег России — Александр Куприн
54. 1980 — Дым Отечества — Фёдор Важенин
55. 1980 — Коней на переправе не меняют — Сергей Сергеевич Родионов, заместитель министра
56. 1980 — Расследование — Воробьёв, уголовник
57. 1981 — Танкодром — Кулешов-старший
58. 1981 — Ночь на четвёртом круге — начальник на рыбалке
59. 1982 — Похождения графа Невзорова — Теплов, полковник контрразведки
60. 1982 — Никколо Паганини — князь Боргезе
61. 1982 — Юдин (короткометражный) — Юдин
62. 1982 — Такая жесткая игра - хоккей — Сергей Иванович
63. 1983 — Высокая проба — Николай Павлович Муравьёв
64. 1983 — Тревожный вылет — Флеровский
65. 1983 — Отцы и дети — Василий Иванович Базаров
66. 1983 — Такая жестокая игра — Сергей Иванович, тренер
67. 1983 — Серафим Полубес и другие жители земли — Яков
68. 1984 — Расставания — Гудилин
69. 1984 — Похищение — фельдшер
70. 1985 — Прыжок
71. 1985 — Большое приключение — Иван Иванович, руководитель туристического кружка
72. 1985 — Неудобный человек — Бирулин
73. 1985 — Завещание — Угаров
74. 1985 — Право любить — Пётр Данилович
75. 1986 — Проделки в старинном духе — Кобелев
76. 1986 — На пороге — Гатилин
77. 1986 — Чичерин — Ллойд-Джордж
78. 1986 — Повод — Титков
79. 1987 — Загон — Министр внутренних дел
80. 1987 — Ближневосточная история — эпизод
81. 1987 — Визит к Минотавру — Владимир Иванович, прокурор (в романе Шарапов)
82. 1988 — Благородный разбойник Владимир Дубровский — Кирила Петрович Троекуров
83. 1989 — Процесс — Рунич
84. 1990 — Мир в другом измерении (фильм № 2 «Специнтернат») — Виктор Иванович
85. 1990 — Овраги — Буторин
86. 1990 — Сукины дети — Пётр Егорович, директор театра
87. 1990 — Сэнит зон — полковник Косолапов
88. 1990 — Мир в другом измерении (фильм № 3 «Стресс») — Михаил Степанович
89. 1990 — …По прозвищу «Зверь» — Владимир Андреевич, авторитет «Кореец»
90. 1991 — Клан — Гросс
91. 1991 — Хищники
92. 1991 — Исчадье ада — Андрей Петрович
93. 1992 — В начале было Слово
94. 1992 — Слава богу, не в Америке — Басов, бывший полковник милиции
95. 1992 — Цена головы — Комиссар Мегрэ
96. 1992 — Воздушные пираты — генерал ПВО
97. 1993 — Серые волки — генерал Кураев
98. 1993 — Душа моя, Мария — Микола Ахремчик
99. 1993 — Провинциальный бенефис — Муров
100. 1993 — Трагедия века — Громов
101. 1994 — Бульварный роман — Колемин
102. 1995 — Трибунал — отец Живарцева
103. 1999 — Рейнджер из атомной зоны — отец Алексея
104. 2000 — Репете — Алексей Зыков

### Телеспектакли
1. 1970 — Драма на охоте — Урбенин
2. 1971 — Таланты и поклонники — Иван Семенович Великатов
3. 1976 — Атлантика — Елисеев
4. 1976 — Мы — мужчины — капитан милиции
5. 1978 — Капитанская дочка — Емельян Пугачёв
6. 1981 — Родственники — Фёдор Сергеевич Буров
7. 1982 — Вы умеете играть на пианино? — Коньков
8. 1984 — Закон зимовки — Фёдор Максимович Харитонов
9. 1985 — Игра в джин — Веллер
10. 1986 — Встречная полоса — Степан Алексеевич Беляев
11. 1988—1990 — Трое на красном ковре — Виктор Иванович Коновалов

### Озвучивание
1. 1969 — Повесть о чекисте — Крафт Николай Густавович / Золотников (роль Л. Норейки)
2. 1972 — Схватка — Груббе (роль Л. Норейки)
3. 1976 — По волчьему следу — Матюхин (роль В. Шакало)
4. 1981 — Через Гоби и Хинган — Исса Александрович Плиев (роль А. Бекмурзова)
5. 1986 — Государственная граница. Год сорок первый — читает текст

### Участие в фильмах
- 1998 — Вацлав Дворжецкий (из цикла телепрограмм канала ОРТ «Чтобы помнили») (документальный)

### Архивные кадры
- 2002 — Владимир Самойлов (из цикла телепрограмм канала ОРТ «Чтобы помнили») (документальный)